# SV Linden 07
SV Linden 07 is een Duitse sportclub uit Hannover. De club, die gevestigd is in het stadsdeel Linden-Limmer is actief in voetbal, badminton, tennis, aerobics, pilates, turnen, gymnastiek.

## Voetbal
De club werd opgericht in 1907. In 1924 promoveerde de club naar de competitie van Zuid-Hannover-Braunschweig, de toenmalige hoogste klasse. De club speelde hier vier seizoenen en kwam nooit boven de zesde plaats, op acht deelnemers. Door een competitiehervorming degradeerde de club in 1928. In 1934/35 maakte de club kans op promotie naar de Gauliga Niedersachsen, maar verloor de beslissende wedstrijd van VfL Osnabrück. In 1937 promoveerde de club wel, nadat de clubs uit Harburg-Wilhelmsburg werden overgeheveld naar de Gauliga Nordmark en er extra plaatsen vrij kwamen. De club werd laatste en degradeerde meteen weer. Na één seizoen keerde de club terug bij de elite en kon nu het behoud verzekeren. In 1942 werd de Gauliga Niedersachsen verder opgegeeld en de club ging verder in de Gauliga Südhannover-Braunschweig. De club speelde twee seizoenen zonder succes. Het laatste seizoen werd niet meer voltooid door de gebeurtenissen in de Tweede Wereldoorlog.
Na de oorlog werd de Gauliga ontbonden. Er kwamen enkele regionale competities en Linden speelde in de competitie van Niedersachsen Süd. In het tweede seizoen werd de club derde. Na dit seizoen ging de Oberliga Nord van start als nieuwe hoogste klasse. Hiervoor kwalificeerde de club zich niet en Linden zou er ook nooit meer in slagen om op het hoogste niveau te spelen.